# Непорочно зачатие Богородично (Раковски)
„Непорочно Зачатие Богородично“ (на латински: Immaculata Conceptio Beatae Virginis Mariae) е християнска църква в град Раковски, България, част от Софийско-пловдивската епархия на Римокатолическата църква. Църквата е енорийски храм на квартал Парчевич (Алифаково).

## История на енорията
Устрояването на католическото село Парчевич e станало след намесата на свещенството. Старото му име e Алифаково, по името на местен мюсюлмански светия – Али-Факъ, чийто гроб до началото на XX век привличал многобройни поклонници. По време на турско владичество, село Алифаково е било заселено с богати турци. Българите-павликяни от съседните села са работили като ратаи на турските чифлици. Поради извънмерното си увеличение, жителите на Балтаджии в края на XIX век били принудени да се замислят за някое по-широко място за заселване. В началото на XX век, отец Ангел Бадов поел посредничество между своите енориаши и изселващите се от Алифаково турци при откупуването на техните земи. Първата къща, принадлежаща на турчин на име Сюлейман, била откупена през 1905 г. от влиятелния тогава в Балтаджий – Йозо Йовчев за единия от синовете му, Рафаил, който се заселил със семейството си на 24 септември същата година.
През 1914 г. останалите турци в селото решават да се изселят и да продадат имотите си. Отец Амврозий Комаров окуражава жителите на Балтаждии да закупят имотите на изселниците. За тази цел е са направени постъпки пред Министерството на финансите кредитният лимит на сдружение „Св. Изидор“ да бъде вдигнат два пъти поради неговото изчерпване. С увеличаване на броя на семействата преместили се от Балтаджии в Алифаково, нуждата от постоянен свещеник в селото нараства. Балтаджии помагат със средства за построяване на сграда, която да служи за място на църковни служби и за място където ще живее свещеника. Отец Франц Човалков е първият постоянен свещеник в селото. На 24 октомври 1918 г. отец Венцислав Гайдаджийски е назначен за енорист. През 1919 г. храмът е завършен, с което формално се поставя началото на енорията. Тогава католиците в енорията наброяват около 100 души.
Къщите в селото наброяват 40 по време на земетресението през 1928 г., а населението – 222 души. Всички къщи са нови или построени след 1904 г. Нито една от тях не е запазена. Процентно селото дава най-много жертви от всички населени места в района. Цар Борис III и епископ Викенти Пеев посещават селото на другия ден и организират първата материална и духовна помощ. Военните са мобилизирани за разчистване на развалините. Френският консул в Пловдив, френското дружество „Франс-Ориент“ и папският визитатор помагат с парични дарения за селото. Българският червен кръст осигурява едномесечена прехрана за 20 деца, останали без родители.
Сестра Мариана Караколева от Обществото на сестрите на Св. Йосиф на явлението е родена в енорията. След завръщането си в България през 1979 г. и е забранено да върши открито своята религиозна мисия, но продължава да помага на миряните като селска калугерка. След 10 ноември 1989 г. тя открито се афишира като монахиня.
След политическите промени през 1989 г. енористи в енорията са завърналите се от чужбина в България отци-конвентуалци Симеон Луков от 1991 г., Максимилиян Балабански от 1992 г. и Георги Арлашки от 1995 г. От 1999 г. до смъртта си през 2005 г. енорист е отец Йосиф Пищийски.

### Енористи и свещеници, служили в енорията
1. отец Франц Човалков
2. отец Венцислав Гайдаджийски (1918 - 1960)
3. отец Николай Радев (1961 - 1990)
4. отец Симеон Луков (1991)
5. отец Максимилиян Балабански (1992 - 1993)
6. отец Георги Арлашки (1995 - 1999)
7. отец Йосиф Пищийски (1999 - 2005)
8. отец Артур Хелстовски
9. отец Евгений Ружански (от 2024)

## История на храма
През 1919 г. за нуждите на енорията е построена скромна църква. Тя е разрушена от Чирпанското земетресение. Единствено камбанарията на църквата, построена през 1925 г., е оцеляла.
- Старата църква преди земетресението от април 1928 г.
- След земетресението остава само камбанарията

Строежът на новата църква започва през 1930 година заедно с храмовете на съседните католически села – „Пресвето Сърце Исусово“ в Калъчлии и „Свети Архангел Михаил“ в Балтаджии. Главна заслуга за това има апостолическият делегат в България Анджело Ронкали. Архитектурата е трикорабна кръстообразна базилика само с една осмоъгълна камбанария над главния вход, проективана от архитект Камен Петков. Католическата църква в село Борец е изпълнена по същия проект. Населението на Алифаково – около 200 души участва с доброволен труд. Всички волски и конски коли са били използвани за пренасяне на строителни материали.
Храмът е осветен на 8 ноември 1931 г.
Църквата е основно ремонтирана в началото на XXI век.
Храмов празник – 8 декември.

## Частица от Светия Кръст
В храма се пази частица от кръста, на който е бил разпнат Исус Христос. Частицата е донесена от отец Венцислав Гайдаджийски, енорийски свещеник в енорията след Първата световна война. След построяване на новия храм през 1931 г. реликвата е била складирана на тавана и открита от отец Артур Хелстовски, който прави нова поставка и я излага в храма през 2021 г. 